# Booidea
Booidea is een superfamilie van slangen die alle reuzenslangen bevat. De groep werd voor het eerst wetenschappelijk beschreven door John Edward Gray in 1825. De groep wordt vertegenwoordigd door 65 soorten in één familie en zeven onderfamilies.

## Taxonomie
- Superfamilie Booidea
  - Familie Boidae (Reuzenslangen)
    - Onderfamilie Boinae (Echte boa's)
    - Onderfamilie Calabariinae
    - Onderfamilie Candoiinae
    - Onderfamilie Charininae
    - Onderfamilie Erycinae
    - Onderfamilie Sanziniinae
    - Onderfamilie Ungaliophiinae